# Nemophas tricolor
Nemophas tricolor es una especie de escarabajo longicornio del género Nemophas, subfamilia Lamiinae. Fue descrita científicamente por Heller en 1896.
Se distribuye por Indonesia. Posee una longitud corporal de 18-40,5 milímetros. El período de vuelo de esta especie ocurre en los meses de febrero, marzo, abril, junio y septiembre.